# Coubaril Estate
Coubaril Estate es una localidad de Santa Lucía que forma parte del distrito de Soufrière.